# (121) Hermione
(121) Hermione – planetoida z pasa głównego asteroid.

## Odkrycie
Planetoida ta została odkryta 12 maja 1872 roku w Detroit Observatory w mieście Ann Arbor przez Jamesa Watsona. Nazwana planetoidy pochodzi od Hermiony, córki Menelaosa i Heleny w mitologii greckiej.

## Orbita
Orbita (121) Hermione nachylona jest do płaszczyzny ekliptyki pod kątem 7,60°. Na jeden obieg wokół Słońca ciało to potrzebuje 6 lat i 144 dni, krążąc w średniej odległości 3,45 j.a. od Słońca. Mimośród jej orbity wynosi w przybliżeniu 0,14. Średnia prędkość orbitalna tej asteroidy to ok. 16 km/s.

## Właściwości fizyczne
Hermione jest dość dużym obiektem wśród planetoid pasa głównego – ma nieregularny kształt i średnicę 265×180×180 km.
Albedo jej jest małe i wynosi 0,05. Jej jasność absolutna to 7,3m. Jest planetoidą, która zaliczana jest to typu C. Obraca się wokół własnej osi w czasie nieco dłuższym niż 5 godziny i 13 minut.

## Naturalny satelita
Hermione posiada jednego satelitę, który oznaczony jest prowizorycznie S/2002 (121) 1. Niektórzy astronomowie nazywają go nieoficjalnie LaFayette.